# Rhaphuma histrio
Rhaphuma histrio là một loài bọ cánh cứng trong họ Cerambycidae.